# Benche, Sira
Benche là một làng thuộc tehsil Sira, huyện Tumkur, bang Karnataka, Ấn Độ.